# Oakwell Stadium
Oakwell est le nom d'un centre sportif et d'un stade de football localisé à Barnsley.
C'est l'enceinte du club de Barnsley Football Club.

## Histoire
Le stade, construit en 1887, a été inauguré en 1888. Depuis cette date le club résident est le Barnsley Football Club.
Le record d'affluence date du 15 février 1936  pour un match du 5e tour de la FA Cup contre Stoke City avec 40 255 spectateurs.
Pour la période moderne, avec un stade ne comportant que des places assises, le record est de 22 650 spectateurs pour un match de First Division, appelée aujourd'hui Football League Championship (deuxième division anglaise), contre Manchester City le 11 mars 2000 .